# Stefano Infessura
Stefano Infessura (Roma, c. 1440 – ?, c. 1500) fue un humanista, historiador y jurista italiano, recordado por su Diario de la ciudad de Roma, crónica de los hechos ocurridos en la ciudad entre 1294 y 1494. 

## Vida
Nacido en el seno de una familia respetable establecida en el rione Trevi de Roma, fue hijo de Giovanpaolo, que tenía un negocio de venta de especias.  Fue doctor en leyes, podestà de Sutri en 1466 y de Orte en 1478 y profesor de derecho civil en el Studium Urbis, donde su trabajo quedó afectado por las medidas financieras del papa Sixto IV, que a menudo retenía los ingresos de la universidad, que destinaba a otros usos, y reducía el salario de los profesores.  Fue también secretario del Senado romano al menos desde 1487.
Estuvo involucrado en la conspiración de Stefano Porcari contra Nicolás V (1453), que buscaba terminar con el poder secular del papa en Roma y los Estados Pontificios, para volver a la antigua República romana. Entre los humanistas paganos de la Academia Romana presidida por Pomponio Leto (1428-1498), Infessura ciertamente pertenecía a la facción antipapal.  
Partidario de los Colonna y miembro de la confraternidad del gonfalón, de su matrimonio con Francesca dejó dos hijos: Marcello y Matteo.

## Obras
Dejó escrito, parte en latín y parte en romanesco, un Diarium urbis Romae o Diario della città di Roma en el que relata los acontecimientos ocurridos en la ciudad entre 1294 y 1494.   Es un documento de primera mano para conocer los pontificados de los papas Paulo II (1464-1471), Sixto IV (1471-1484), Inocencio VIII (1484-1492), y comienzos del papado de Alejandro VI.
Sin embargo su texto no puede considerarse fiable dado su carácter republicano y antipapal, su parcialidad hacia los Colonna, su animosidad y su afán por recoger todas las habladurías sin fundamento que circulaban en la Roma de su época.
Fue publicado por vez primera en 1723 por Johann Georg von Eckhart en su Corpus Historicum Medii Aevi.  
En 1734 Ludovico Antonio Muratori incluyó en Rerum Italicarum scriptores una nueva edición en la que omitió las partes más escandalosas de la obra.  
Finalmente en 1890 Oreste Tommasini publicó una edición crítica.
1. ↑  Eckhart, Johann Georg (1723). Corpus Historicum Medii Aevi II. Leipzig. pp. 1863-2016.
2. ↑  Muratori, Ludovico Antonio (1734). Rerum Italicarum scriptores III (2). Roma. pp. 1111-1252.
3. ↑  Tommasini, Oreste (1890). Fonti per la storia d'Italia V. Roma.

También compuso una obra de temática jurídica titulada De communiter accidentibus, que se encuentra perdida.